# La Clapière
La Clapière est un glissement de terrain situé en France, dans les Alpes-Maritimes. Ayant connu des pointes de vitesse à 1,5 mètre par an dans les années 1980, il est l'un des mouvements de terrain les plus rapides au monde, actuellement le plus important d'Europe avec un volume de 50 millions de mètres cubes et l'un des plus étudiés. Le glissement soudain du versant dans la vallée de la Tinée provoquerait la formation d'un lac qui noierait le village tout proche de Saint-Étienne-de-Tinée et constituerait une grave menace pour les populations et les infrastructures en aval en cas de rupture de ce barrage naturel. Pour éviter ce scénario, un tunnel de dérivation de la Tinée a été construit.

## Géographie

### Localisation

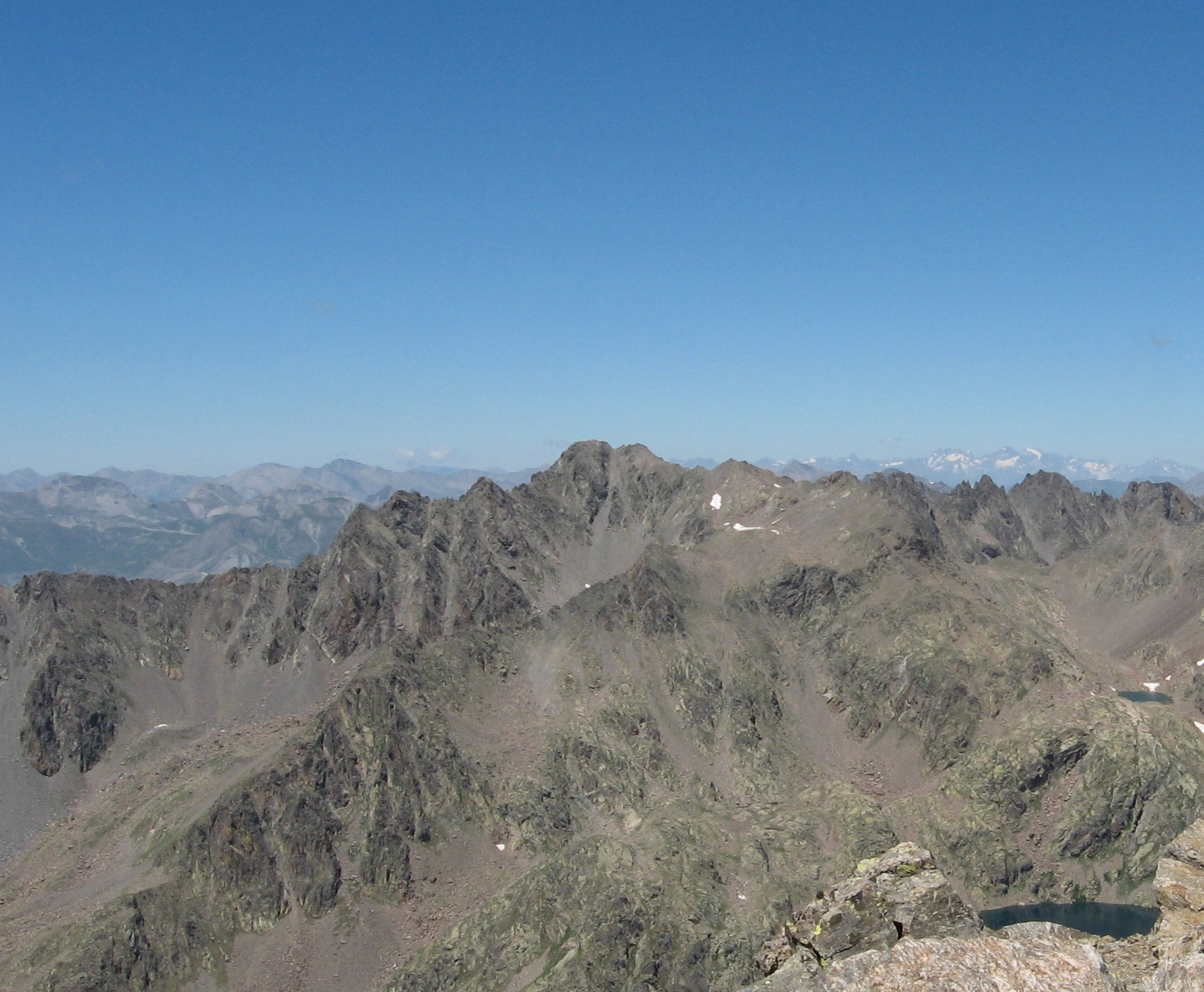
Vue du sommet du mont Ténibre depuis le sud-est, la montagne dont la partie aval de son versant sud-ouest est affectée par la Clapière.

Le glissement de la Clapière se trouve dans le sud-est de la France, dans le département des Alpes-Maritimes. Il se situe dans la commune de Saint-Étienne-de-Tinée, juste en aval du village, en rive gauche de la haute vallée de la Tinée. Il affecte la partie la plus basse du flanc sud-ouest du mont Ténibre, entre 1 800 et 1 100 mètres d'altitude environ, sur 1 100 mètres de largeur et 750 mètres de hauteur. Il est entouré par le vallon de Rabuons au sud-est, le vallon de Dailoutre au nord-ouest et la Tinée au sud-ouest.

### Géologie
La partie de la montagne qui constitue le glissement de terrain est composée de gneiss à biotite parcourus par une couche subhorizontale de migmatite à diorite mis en place à l'Hercynien,. Le tout est fracturé par des failles subverticales.
Le profil de la vallée a été dessiné par des glaciers qui se sont succédé lors des différentes glaciations. Au cours de la dernière, la vallée de la Tinée est occupée par un important glacier et le vallon de Rabuons par un glacier de moindre importance. En raison de l'érosion glaciaire, ces glaciations successives ont entraîné une destructuration géologique de cette partie du massif par la rupture des foliations, constituant ainsi un terrain propice à une instabilité générale du versant.
Le volume de matériaux mis en mouvement, 50 à 60 millions de mètres cubes, et sa vitesse, de un à dix mètres par an, soit 80 mètres cumulés entre 1976 et 2005, en font le plus grand glissement de terrain d'Europe et l'un des plus rapides au monde,.

## Histoire
Depuis la fonte du glacier de la Tinée à la fin de la dernière glaciation il y a environ 10 000 ans, le versant de la montagne affecté par le glissement de la Clapière n'est plus comprimé par la masse de glace. Les roches, fracturées par des failles et dont la structure a été perturbée par les différentes glaciations et périodes interglaciaires, ont ainsi une cohésion insuffisante pour vaincre la gravité. L'éboulement est ainsi initié et vraisemblablement provoqué ou accéléré par la circulation d'eaux de surface ou souterraines, les mouvements de terrain étant maximums au printemps à la fonte des neiges.
La date du début du mouvement de terrain n'est pas connue avec précision mais il est connu et observé avec certitude depuis au moins 2 000 ans. Néanmoins, depuis le milieu du XXe siècle, la vitesse du glissement de terrain a significativement augmenté au point de changer localement la physionomie de la vallée. Cette vitesse de déplacement est ainsi passée d'une moyenne de 40 centimètres par an sur la période 1952-1965 à 60 centimètres par an entre 1965 et 1975 puis 150 centimètres par an entre 1975 et 1984 pour augmenter encore puisque des points à 10 centimètres par jour ont été mesurées en 1987 avant de redescendre à des valeurs de l'ordre de quelques millimètres par jour. Depuis les années 2000, la vitesse générale du glissement de terrain s'est ralentie mais continue de présenter des variations saisonnières et le mouvement relativement homogène du versant s'est transformé, certaines parties, notamment à l'aval, s'étant plus ou moins stabilisées alors que d'autres, notamment en amont, sont encore actives.

## Risques, surveillance et prévention

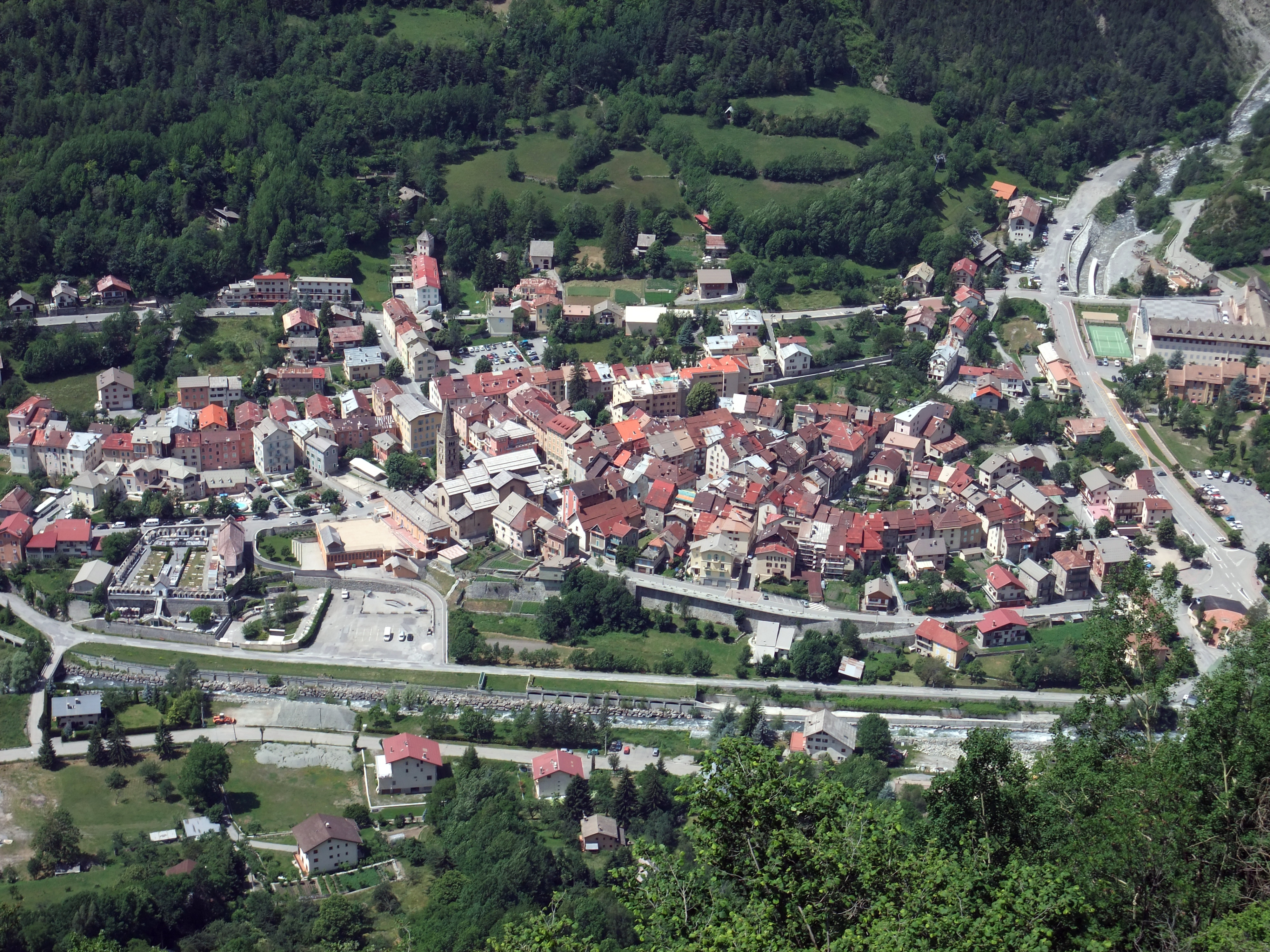
Vue de Saint-Étienne-de-Tinée situé juste en amont de la Clapière.

La Clapière fait l'objet d'une surveillance rapprochée depuis 1970. En effet, le risque majeur est l'écroulement soudain et massif du glissement de terrain. La masse de débris amoncelée dans le fond de la vallée formerait alors un barrage naturel retenant les eaux de la Tinée. Un lac se constituerait ainsi en amont, noyant le village de Saint-Étienne-de-Tinée. La rupture du barrage, scénario plus que probable au vu de la nature et de la structure des roches, viderait rapidement ce lac en provoquant une onde qui mettrait en danger les populations et les infrastructures en aval. Pour éviter ce scénario catastrophe, un tunnel de dérivation de la Tinée de 2 500 mètres de longueur a été construit en rive droite face à la Clapière afin de détourner l'eau de la rivière le temps de déblayer les roches éboulées,.
En raison des chutes de roches accompagnant le mouvement du versant, la route passant à ses pieds a été détournée et passe depuis de l'autre côté de la Tinée, sur la rive droite,, ; l'ancienne est depuis ensevelie sous les roches de la Clapière,.

## Toponymie
En provençal et en niçois, un clapier désigne un tas de pierres, un amoncellement de débris rocheux,.